# حسن رضایی
حسن رضایی (زادهٔ ۵ مهر ۱۳۱۸) بازیگر و بدلکار اهل ایران است. او در ۱۵۰ فیلم ایرانی ایفای نقش کرده است. وی دو بار برای فیلم‌های شبح کژدم (۱۳۶۵) و آبادانی‌ها (۱۳۷۰) هر دو به کارگردانی کیانوش عیاری، نامزد دریافت سیمرغ بلورین بهترین بازیگر نقش مکمل مرد جشنواره فیلم فجر شده است. او بازیگری را با بازی در دو سه نمای محدود از فیلم پیمان دوستی (۱۳۳۸) به کارگردانی مهدی رئیس‌فیروز آغاز کرد.

## جشنواره‌ها
- کاندیدای بهترین بازیگر نقش دوم مرد برای فیلم آبادانی‌ها در یازدهمین دوره جشنواره فیلم فجر - ۱۳۷۱
- نامزد جایزه بهترین بازیگر مرد (جشنواره لوکارنو) - ۱۹۹۲

## بازیگر
- گیج‌گاه (۱۳۹۹)
- مشمشه (۱۳۹۷)
- آدم باش (۱۳۹۴)
- فرود در غربت (۱۳۸۷)
- سفر به شرق (۱۳۸۰)
- دوستان (۱۳۷۸)
- عشق شیشه‌ای (۱۳۷۸)
- آی پارا (۱۳۷۷)
- بدلکاران (۱۳۷۶)
- بالاتر از خطر (۱۳۷۵)
- حرفه‌ای (۱۳۷۵)
- روی خط مرگ (۱۳۷۵)
- عقرب (۱۳۷۵)
- شاخ گاو (۱۳۷۴)
- گروگان (۱۳۷۴)
- الو! الو! من جوجوام (۱۳۷۳)
- حالا چه شود! (۱۳۷۳)
- عروسی خون (۱۳۷۳)
- مروارید سیاه (۱۳۷۳)
- نیش (۱۳۷۳)
- آبادانی‌ها (۱۳۷۱)
- بندر مه‌آلود (۱۳۷۱)
- دایان باخ (۱۳۷۱)
- قافله (۱۳۷۱)
- آقای بخشدار (۱۳۷۰)
- دو نیمه سیب (۱۳۷۰)
- جستجو در جزیره (۱۳۶۹)
- ملک خاتون (۱۳۶۹)
- بازی تمام شد (۱۳۶۸)
- روز باشکوه (۱۳۶۷)
- شبح کژدم (۱۳۶۵)
- سرباز کوچک (۱۳۶۳)
- افیون - تب مرگ (۱۳۶۰)
- دانه‌های گندم (۱۳۵۹)
- مشت مرد (۱۳۵۷)
- نفس‌گیر  (۱۳۵۷)
- اشک رقاصه (۱۳۵۶)
- خان نایب (۱۳۵۶)
- سکوت بزرگ (۱۳۵۶)
- طغیانگر (۱۳۵۶)
- قول مرد (۱۳۵۶)
- کوسه جنوب (۱۳۵۶)
- با هم ولی تنها (۱۳۵۵)
- جدال (۱۳۵۵)
- چلچراغ (۱۳۵۵)
- شیر خفته (۱۳۵۵)
- گل خشخاش (۱۳۵۵)
- پاشنه طلا (۱۳۵۴)
- ذبیح (۱۳۵۴)
- فرار از حجله (۱۳۵۴)
- کندو (۱۳۵۴)
- نی‌زار (۱۳۵۴)
- هیچکی بابا نمیشه (۱۳۵۴)
- آقا مهدی وارد می‌شود  (۱۳۵۳)
- اوستا کریم نوکرتیم (۱۳۵۳)
- خوشگلا عوضی گرفتین (۱۳۵۳)
- کوثر (۱۳۵۳)
- ماشین مشتی ممدلی (۱۳۵۳)
- مهدی فرنگی (۱۳۵۳)
- نبرد عقاب‌ها (۱۳۵۳)
- پریزاد (۱۳۵۲)
- جبار سرجوخه فراری (۱۳۵۲)
- صخره سیاه (۱۳۵۲)
- قربون زن ایرونی (۱۳۵۲)
- گدای میلیونر (۱۳۵۲)
- ناخدا باخدا (۱۳۵۲)
- جدال در کویر (۱۳۵۱)
- حسن دینامیت (۱۳۵۱)
- دشنه (۱۳۵۱)
- صبح روز چهارم (۱۳۵۱)
- طغرل (۱۳۵۱)
- کافر (۱۳۵۱)
- میخک سفید (۱۳۵۱)
- یک جو غیرت (۱۳۵۱)
- پهلوان در قرن اتم (۱۳۵۰)
- پهلوان مفرد (۱۳۵۰)
- مردافکن (۱۳۵۰)
- رقاصه شهر (۱۳۴۹)
- زیبای جیب‌بر  (۱۳۴۹)
- شهر گناه (۱۳۴۹)
- شیرین و فرهاد (۱۳۴۹)
- عروس بیانکا (۱۳۴۹)
- قهرمانان (۱۳۴۹)

- قاتلین هم می‌گریند (۱۳۴۸)
- قهوه‌خانه قنبر (۱۳۴۸)
- مردان روزگار (۱۳۴۸)
- نسل شجاعان (۱۳۴۸)
- تک‌تازان صحرا (۱۳۴۷)
- سرسخت (۱۳۴۷)
- من شوهر می‌خواهم (۱۳۴۷)
- فراری (۱۳۴۶)
- فردای باشکوه (۱۳۴۶)
- گنج و رنج (۱۳۴۶)
- مرد دوچهره (۱۳۴۶)
- مرد حنجره طلایی (۱۳۴۷)
- یکه‌بزن (۱۳۴۶)
- فیل و فنجان (۱۳۴۵)
- کلاه نمدی (۱۳۴۵)
- دزد بانک (۱۳۴۴)
- مرخصی اجباری (۱۳۴۴)
- قهرمان قهرمانان (۱۳۴۴)
- نبرد غول‌ها (۱۳۴۴)
- ببر رینگ (۱۳۴۳)
- تعقیب خطرناک (۱۳۴۳)
- جاهل محل (۱۳۴۳)
- شکوفه‌های امید (۱۳۴۳)
- گل‌های گیلان (۱۳۴۳)
- پرتگاه مخوف (۱۳۴۲)
- پیمان (فیلم ۱۳۳۹) (۱۳۳۹)
- پیمان دوستی (۱۳۳۸)

## تلویزیونی
- سوءتفاهم (۱۳۷۷)